# Huemulite
L'huemulite (simbolo IMA: Hml) è un raro minerale della famiglia della pascoite, all'interno della quale viene classificato nel gruppo della pascoite; appartiene alla famiglia degli "ossidi e idrossidi" e possiede composizione chimica Na4MgV5+10O28 • 24H2O.

## Etimologia e storia
Già nel 1959, Victorio Angelelli della Comisión Nacional de Energía Atómica (C.N.E.A.) recuperò un minerale nella zona del livello -18 del giacimento "Agua Botada" della "Mina Huemul" vicino a Malargüe nell'omonimo dipartimento (Provincia di Mendoza, Argentina) che Enrique Linares identificò come un possibile minerale secondario dell'uranio e/o del vanadio. Tuttavia, le analisi diffrattometriche a raggi X iniziali hanno mostrato dati e un diffrattogramma che non corrispondevano a quelli di nessun altro minerale uranio-vanadio noto. Altro materiale identico era stato trovato anche nei giacimenti minerari vicini di "Huemul" e "Agua Botada Sur".
Dopo aver determinato le proprietà fisiche e ottiche richieste, la composizione chimica e la struttura cristallina da parte di un team di scienziati guidato da Carlos E. Gordillo del C.N.E.A., il minerale fu sottoposto all'Associazione Mineralogica Internazionale (IMA), che lo riconobbe come nuovo minerale il 19 maggio 1965, con la designazione provvisoria IMA 1965-012. Nel 1966, la prima descrizione scientifica di questo minerale fu eseguita da un team di scienziati argentini e statunitensi tra cui Carlos E. Gordillo, Enrique Linares, Roberto O. Toubes e Horace Winchell sulla rivista scientifica statunitense "The American Mineralogist" dove il minerale venne chiamato huemulite, in onore della miniera di "Huemul", il giacimento di uranio più importante nella zona di Malargüe.

## Classificazione
Nella classica nona edizione della sistematica dei minerali di Strunz, aggiornata dall'Associazione Mineralogica Internazionale (IMA) fino al 2009, elenca l'huemulite nella classe "4. Ossidi (idrossidi, V[5,6] vanadati, arseniti, antimoniti, bismutiti, solfiti, seleniti, telluriti, iodati)" e nella sottoclasse "4.H V[5,6] Vanadati"; questa è suddivisa più finemente in base al tipo di vanadato, in modo tale che l'huemulite possa essere trovata nella sezione "4.HG Ossidi di V non classificati" dove è l'unico membro del sistema nº 4.HG.10.
Tale classificazione è mantenuta invariata anche nell'edizione successiva, proseguita dal database "mindat.org" e chiamata Classificazione Strunz-mindat.
Nella Sistematica dei lapis (Lapis-Systematik) di Stefan Weiß l'huemulite si trova nella classe degli "ossidi" e da lì nella sottoclasse degli "ossidi di vanadio (polivanadati con V4+/5+)"; qui il minerale si trova nel "gruppo dei vanadati" dove forma il sistema nº IV/G.01 insieme a bluestreakite, gunterite, burroite, hughesite, hummerite, kokinosite, lasalite, magnesiopascoite, nashite pascoite, postite, rakovanite, schindlerite, sherwoodite e wernerbaurite.
La classificazione dei minerali secondo Dana, usata principalmente nel mondo anglosassone, elenca invece l'huemulite nella famiglia dei "fosfati, arseniati e vanadati"; qui si trova nella classe degli "ossosali di vanadio" e nella sottoclasse degli "ossosali di vanadio (VmOn)" dove è l'unico membro del sistema nº 47.02.03.

## Abito cristallino
L'huemulite cristallizza nel sistema triclino nel gruppo spaziale P1 (gruppo nº 1) oppure P1 (gruppo nº 2) con le costanti di reticolo a = 11,770 Å, b = 11,838 Å, c = 9,018(9) Å, α = 107,2°, β = 112,2° e γ = 101,5°, oltre ad avere 1 unità di formula per cella unitaria.

## Origine e giacitura
L'huemulite si forma in seguito all'apertura di depositi di rame-uranio in arenarie e conglomerati, il vanadio può essere derivato dall'asfalto associato. La paragenesi è con epsomite, gesso, hummerite, rossite e thénardite.
L'huemulite è rara ed è stata trovata solo in pochi siti: a parte la sua località tipo, la miniera di "Huemul" (35.76944°S 69.65833°W) (Provincia di Mendoza, Argentina), il minerale è p stato rinvenuto anche negli Stati Uniti (nelle contee di Montrose e di San Miguel in Colorado, nella contea di Eureka in Nevada e nella contea di Grand nello Utah); in Inghilterra (nel Devon); nella miniera di "Eureka" presso Pallars Jussà (Spagna); a Laurio (Grecia); nella "miniera di uranio nº 21 presso Dubno (Repubblica Ceca).

## Forma in cui si presenta in natura
L'huemulite si presenta in aggregati di fibre fini e film sottili. Il minerale è da trasparente a traslucido con lucentezza adamantina, semi adamantina, vitrea o semi vitrea; il colore va dall'arancio giallastro all'arancio, mentre il suo striscio è giallo.
Nella sua località tipo, l'huemulite si trova in masse a chicchi d'uva, in fibre microscopicamente piccole, in masse arrotondate che formano film sottili o nei pori della pietra arenaria che forma la roccia ospite. I cristalli idiomorfi di huemulite provenienti dalla miniera "West Sunday" nella contea di San Miguel (Colorado), raggiungono una dimensione massima di 0,4 mm e formano aggregati.

## Proprietà chimico-fisiche
La maggior parte delle proprietà fisico-ottiche e chimiche dell'huemulite della prima descrizione sono state determinate sull'huemulite disciolta in acqua e successivamente ricristallizzata per evaporazione.
I cristalli di huemulite sono di colore arancione brillante.
Gli aggregati naturali sono di colore giallo-arancio o arancione, mentre il materiale ricristallizzato è di colore giallo-arancio o rossastro-arancio, a seconda della dimensione dei cristalli. Il colore dello striscio degli aggregati naturali è indicato come giallo, quello del materiale ricristallizzato come giallo-arancio. Le superfici dei cristalli trasparenti mostrano una caratteristica lucentezza vetrosa o semi-adamantina, mentre gli aggregati naturali a grana fine sono opachi. A causa di questa lucentezza da vitrea a semi adamantina, l'huemulite ha un'elevata rifrazione della luce (nα = 1,679; nβ = 1,734; nγ = 1,742) e un'elevata birifrangenza (δ = 0,063). Alla luce trasmessa, il minerale mostra toni dal giallastro all'arancione-giallastro con un distinto pleocroismo da X = giallo chiaro a Y = giallo dorato, a Z = arancione-giallastro.
L'huemulite ricristallizzata è fragile con una durezza Mohs da 2,5 a 3 ed è quindi uno dei minerali da morbidi a medio-duri che possono essere graffiati con una moneta di rame, così come il minerale di riferimento calcite (durezza 3). La densità misurata per gli aggregati di huemulite naturale è di 2,39 g/cm³, per i cristalli di huemulite della miniera di "West Sunday" è di 2,232 g/cm³.
L'huemulite è facilmente solubile in acqua fredda, mentre a 500 °C il minerale si scioglie in un liquido rosso. L'huemulite non mostra fluorescenza né alla luce ultravioletta a onde corte né a quella a onde lunghe.